# 米克爾頓 (新澤西州)
米克爾頓（英語：Mickleton）是位於美國新澤西州格洛斯特縣的普查規定居民點。

## 人口
根據2020年美國人口普查的數據，米克爾頓的面積為5.37平方千米，當中陸地面積為5.29平方千米，而水域面積為0.08平方千米。當地共有人口2285人，而人口密度為每平方千米425.51人。